# نشا البطاطا

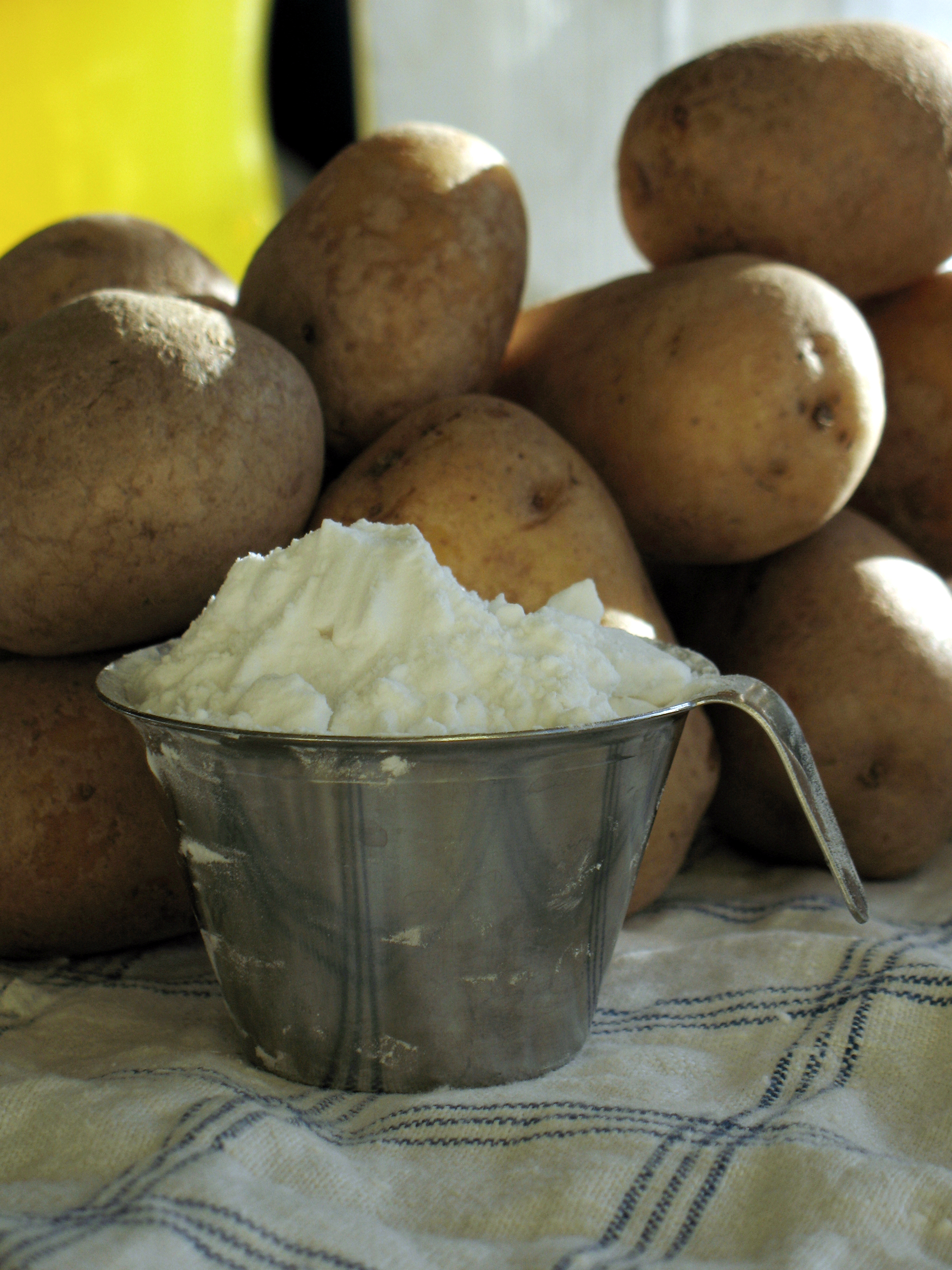
نشا البطاطا

نشا البطاطا هو مسحوق مصنوع من البروتينات الموجودة في جذور البطاطس. يستعمله الخبازون لإعطاء العجين سماكة ويستخدم كبديل للدهون، كما يستخدم أيضاً كمادة مكثفة أو كمادة مالئة. وفضلاً عن ذلك يمكن أن يستخدم نشاء البطاطس أيضاً كمادة حاضنة للمنكهات وكذلك أيضاً كمادة مثبتة في المستحلبات المختلفة. وبالإضافة إلى هذا وذاك فإن قطاع الصناعات الغذائية كثيراً ما يستفيد من نشا البطاطس أيضاً بفضل خواصه المميزة كمادة محبة الماء، ويمكن صنعه منزليا حيث له عدة فوائد على البشرة كعلاجها ومنحها شبابا وحيوية إضافة إلى تخفيف الحكة وتهدئة التهابات الجلد والحروق ولدغات الحشرات.